# Maison bleue et maison blanche
Pour les articles homonymes, voir Maison bleue (homonymie) et Maison-Blanche (homonymie).
La maison bleue et la maison blanche sont deux bâtiments mitoyens situés dans la ville de Bâle, en Suisse.

## Histoire
Les deux maisons de style baroque, situées aux numéros 16 et 18 sur le Rheinsprung, furent construites par l'architecte Samuel Werenfels pour les frères Lukas et Jakob Sarasin entre 1763 et 1775. La maison blanche, appelée localement Reichensteinerhof appartint à Lukas (1730 – 1802), alors que la maison bleue, appelée Wendelstörferhof, fut la propriété de Jakob (1742 – 1802). les deux frères, bourgeois de la ville, étaient propriétaires d'une fabrique de soieries ; leurs descendants fondèrent plus tard la Banque Sarasin & Cie.
La décoration intérieure des deux maisons fut réalisée par des artisans très qualifiés : les plafonds en stuc sont l'œuvre de Johann Martin Frohweis, alors que les poêles en faïence ont été fabriqués par la Fayence-Manufaktur Frisching. Les nombreux supraporte ont été peints par différents artistes allemands.
Les deux maisons furent achetées par le canton et la ville de Bâle, respectivement en 1942 et 1968.

## Fonction
La maison bleue et la maison blanche sont de nos jours utilisées comme bâtiments administratifs, en particulier pour les départements de l'économie, des affaires sociales et de l’environnement. Elles sont classées comme biens culturels suisses d'importance nationale.

## Sources
- (de) Cet article est partiellement ou en totalité issu de l’article de Wikipédia en allemand intitulé « Das Blaue und das Weisse Haus » (voir la liste des auteurs).